# Kurt Browning
Kurt Browning (Rocky Mountain House, Alberta; 18 de junio de 1966) es un patinador artístico sobre hielo canadiense, cuatro veces campeón del mundo, entre los años 1989 y 1993.
Browning además, ganó la medalla de plata en el Mundial de 1992 celebrado en Oakland (Estados Unidos), donde fue superado por Viktor Petrenko (deportista de la Comunidad de Estados Independientes).

## Referencias

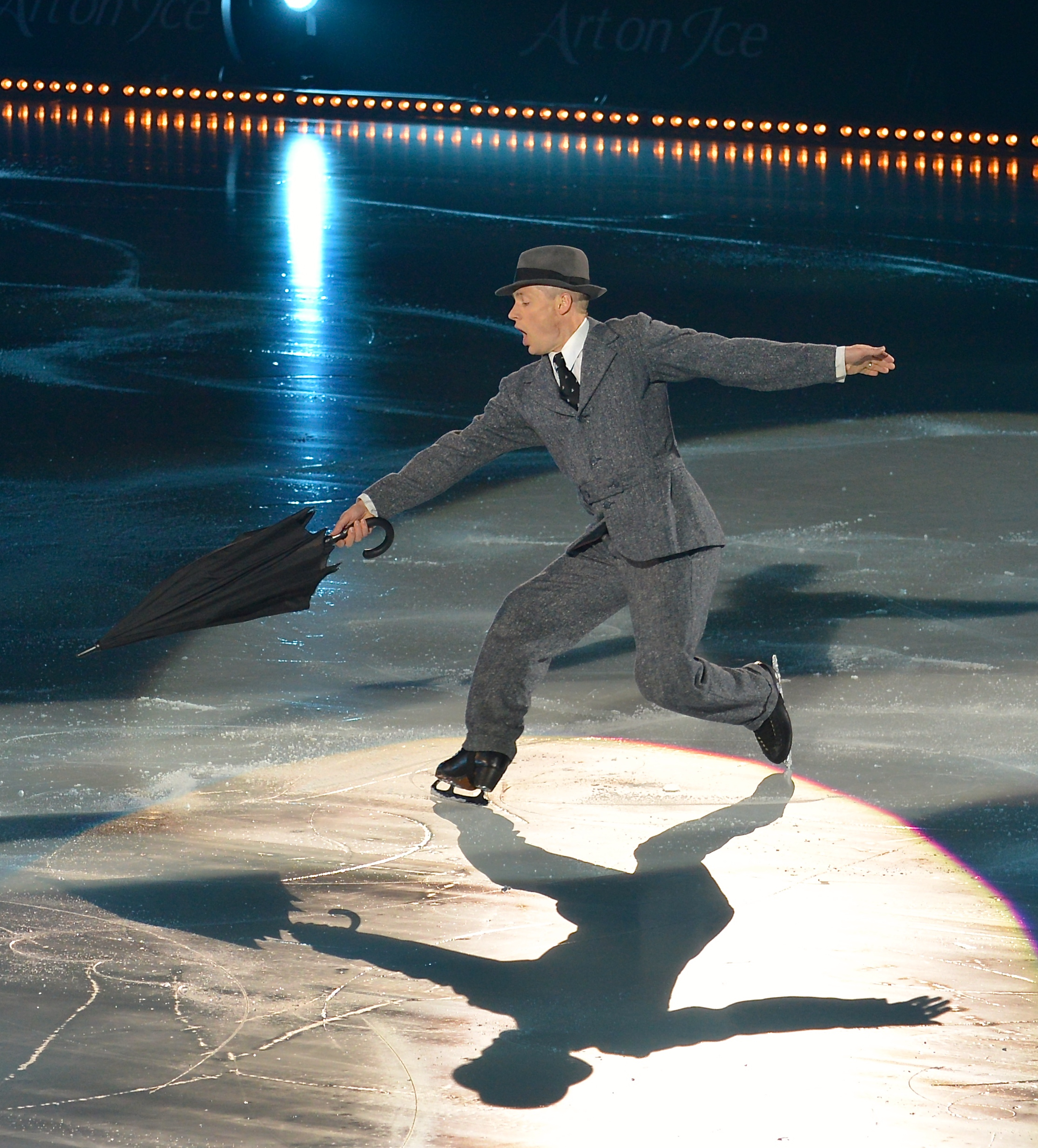
Browning interpretando Singin' in the Rain, 2014